# Lathosea spauldingi
Lathosea spauldingi là một loài bướm đêm trong họ Noctuidae.